# Französischer Dom

Französischer Dom sedd från Gendarmenmarkt.

Französischer Dom (Franska kyrkan) är en av de två kyrkor som ligger på Gendarmenmarkt i Berlin. Kyrkan är den äldre av de två kyrkorna och byggdes av hugenotterna 1701–1705. Kyrkan var inspirerad av den förstörda hugenottkyrkan i Charenton-Saint-Maurice, Frankrike. Tornet är ritat av Carl von Gontard och byggdes till först år 1785. Franska kyrkan innehåller en utsiktsbalkong, en restaurang och ett hugenottmuseum.